# آبراهام مزلو
آبراهام هَرولد مَزلو (به انگلیسی: Abraham (Harold) Maslow) (زاده ۱ آوریل ۱۹۰۸ – درگذشته ۸ ژوئن ۱۹۷۰) روانشناس انسان‌گرای آمریکایی بود. او امروزه برای نظریه «سلسله مراتب نیازهای انسانی» اش (هرم مزلو) شناخته شده‌است.
مزلو همچنین به عنوان پدر روان‌شناسی انسان‌گرایانه شناخته می‌شود.
او در سال ۱۹۵۴ کتاب «انگیزه و شخصیت» را دربارهٔ نظریه سلسله مراتب نیازها منتشر کرد.

## زندگی
آبراهام مزلو ۱ آوریلِ ۱۹۰۸ در محلّه‌ای فقیرنشین در بروکلین، ایالت نیویورک، به دنیا آمد. پدرش ساموئل، یک یهودی روس بود. وقتی ساموئل مزلو، از کی‌اِف در اوکراین، به آمریکا رسید، چیز زیادی با خود نیاورد به‌جز توانایی حرف زدن به زبان‌های روسی و یِدیشی. یدیشی نوعی زبان مخصوص یهودیان اروپایی است که با عبری تفاوت دارد. ساموئل یک چلیک ساز (پیت ساز) بود که بعد از یک توقف کوتاه در فیلادلفیا، به خانهٔ اقوامش در نیویورک رفت و با آن‌ها زندگی کرد. در آنجا بود که به دخترعموی خود، رُز، در کی‌اِف نامه نوشت و از او خواست تا به آمریکا آمده و با او ازدواج کند. دخترعمویش این کار را کرد، و آبراهام کوچک اولین فرزند از هفت فرزند آن‌ها بود. خانوادهٔ آن‌ها بسیار «خانه به دوش» بود؛ یعنی، هر چه کار و بار پدرش به کُندی بهتر می‌شد، آن‌ها قادر می‌شدند از آپارتمان‌هایی بدون آب گرم و بدون شوفاژ به خانه‌هایی اندکی بهتر بروند. تعداد این اسباب کشی‌ها بسیار زیاد بود.
تفاوت مزلو با فروید، احساس وی نسبت به مادرش بود. رابطهٔ آن‌ها اصلاً نزدیک نبود. یک علت آن این بود که بچه‌ها با فواصل زمانی نسبتاً کوتاهی به دنیا می‌آمدند (هر دو سال)، و با تولد هر بچهٔ جدید، رُز علاقهٔ خود به قبلی را از دست می‌داد. رُز زنی خوش-زا (عاشق بچه) بود و به نوزادان خود خوب می‌رسید و ظاهراً فکر می‌کرد که بچه دار شدن برای سلامت زنان مفید است، اما احساسات مادری وی چندان رشد نیافته بودند. مزلو در این رابطه گفته‌است که او زنی زیبا اما بداخلاق بود. مادرش بیشتر از خانواده‌اش به یهودیت علاقه‌مند بود. او زنی نامهربان، بدجنس، خشکه مذهب، و خرافاتی بود که انگار وظیفه‌اش اذیت کردن آبراهام است. کوچکترین کار کودکانه‌ای که آبراهام می‌کرد با خشم مادرش مواجه می‌شد. مادرش می‌گفت که اگر مثلاً، به جای در، از پنچره بیرون برود، خدا او را سنگ خواهد کرد. اگر از شیشهٔ عسل، که پنهان کرده بود، بخورد، خدا زبان او را بند خواهد آورد. این تهدیدهای پی در پی از بابت انتقام خداوندی باعث شد تا نوعی حس کنجکاوی که در دانشمندان مشاهده می‌شود در آبراهام به وجود آید. او به جای در، از پنجره وارد خانه و از آن خارج می‌شد، و می‌دید که سنگ نشده‌است؛ یواشکی به سراغ شیشهٔ عسل می‌رفت و با هر انگشتی که از آن می‌خورد، اسم برادران و خواهرانش را تند تند تکرار می‌کرد و متوجه می‌شد که زبانش بند نمی‌آید. به همین دلیل، مزلو معتقد شد که افراد مذهبی که روشن فکرانه به مطالعهٔ مذهب نمی‌پردازند، خرافاتی می‌شوند.
مادرش گاهی او را مجبور می‌کرد به تعلیمات مذهبی به شیوهٔ مخصوص به وی بپردازد. او آبراهام را مجبور می‌کرد در حال انجام مراسم مذهبی مختلف، عشق و محبت خودش به او را ابراز کند. گاهی مزلو نمی‌توانست کلمات را خوب تلفظ کند و بعضی گفته‌ها را فراموش می‌کرد تکرار کند، و به همین دلیل، با گریه و دوان دوان از نزد مادرش دور می‌شد. در این حالت، مادرش می‌گفت که ببینید، آنقدر مرا دوست دارد که حتی نمی‌تواند حرفش را تمام کند!
بی‌رحمی‌های مادر مزلو بسیار زیاد و متنوع بودند. سر میز غذا، او حتماً کاری می‌کرد که به آبراهام غذای کمتری برسد. او می‌خواست که آبراهام، به عنوان پسر بزرگ خانواده در برابر دیگران کوچک شود و مقام خود به عنوان برادر بزرگتر را از دست بدهد. در اینجا یک پیام ظریف نیز وجود داشت: اگر غذا دادن به معنای ابراز محبت بود، این کار نشان می‌داد که مادرش هیچ محبتی نسبت به وی ندارد. یک روز مزلو چند دیسک موسیقی ۷۸ دوری به خانه آورد که برایش بسیار عزیز بودند. او آن‌ها را در هال روی زمین گذاشت و نوشته‌های روی جلد آن‌ها را خواند و بررسی کرد. او از هال بیرون رفت در حالی که یادش رفته بود به دستور دائمی مادرش، ("همیشه آت آشغالهای خودتان را جمع کنید")، عمل کند. مزلو زمانی متوجه خطای خود شد که صدای جیغ و فریاد مادرش را شنید که می‌گفت، "چرا به حرف‌هایم گوش نمی‌دهید؟". وقتی به هال رسید، مادرش را دید که روی دیسک‌ها راه می‌رود و با پاشنهٔ کفش‌هایش آن‌ها را می‌شکست. یک بار دیگر نیز مزلو دو بچه گربه را یواشکی به خانه آورد و آن‌ها را در زیر زمین گذاشت. اما رُز صدای میو میوی آن‌ها را شنید و حسابی آبراهام را دعوا کرد. او چطور جرأت کرده بود دو گربهٔ ولگرد را وارد خانهٔ وی کند و از ظروف آشپزخانهٔ وی به آن‌ها غذا دهد؟ او در مقابل چشمان وحشت زدهٔ آبراهام کوچک، تک تک بچه گربه‌ها را گرفت و سر آن‌ها را آنقدر به دیوار آجری زیرزمین کوبید تا مردند. مزلو، به رغم ناراحتی خواهران و برادران خود، در طول زندگی خویش نفرت از مادرش را به انظار عموم آورد. بعد از فوت رُز، او حتی سر مزارش حاضر نشد. رابطهٔ مزلو با پدرش نیز جالب نبود. وقتی که ساموئل از کارش به‌طور کلی خسته و دلزده شد، تا آنجا که می‌توانست از خانه و خانواده دوری می‌کرد. بر خلاف مادرش، پدرش در هیچ کاری دخالت نمی‌کرد و اکثر اوقات در خانه پیدایش نمی‌شد. شاید به خاطر ناراضی بودن از زندگی زناشویی‌اش بود که صبح زود از خانه می‌رفت و تا دیر وقت بیرون می‌ماند و با دوستانش گپ می‌زد و هر بار نیز بهانه‌ای می‌تراشید. وقتی هم که به خانه می‌رسید، بچه‌ها خواب بودند. در دوران کودکی، مزلو هیچ رابطه‌ای با پدرش نداشت. مزلو پدرش را دوست داشت اما از او می‌ترسید. اما دوران نوجوانی وی مصادف شد با رکود اقتصادی بزرگ در آمریکا و کسب و کار پدرش با رکود مواجه شد. پدرش در خانه ماند و به این ترتیب، پدر و پسر با هم دوست شدند؛ بنابراین، مزلو نیز مثل آدلر، و برخلاف فروید یا سالیوان، پدرش را بیشتر از مادرش دوست داشت.
مانند جولیان راتر، مزلو ساعات زیادی را در کتابخانه‌های بروکلین می‌گذراند. اما زندگی در بروکلین برای یک پسر بچهٔ یهودی بسیار دشوار، و دسترسی به کتابخانه‌ها، از آن هم دشوارتر بود. در آن زمان در نیویورک، گروه‌های گنگستری از پسران جوان خلافکار، با قومیت‌های مختلف، محله‌های مجاور را تحت کنترل خود داشتند. او یادگرفت که در محوطه محله‌های یهودی‌نشین بماند تا مبادا گیر این اراذل و اوباش بیفتد. وقتی که دل به دریازده و برای به کتابخانه رفتن از محلهٔ خود بیرون می‌رفت، از مسیرهای خاصی رد می‌شد که راه‌های فرار از آن‌ها را به خوبی می‌شناخت. او برای این که تحت حمایت قرار گیرد، از پسران جوان گنگستر یهودی خواست تا او را به عضویت بپذیرند. آن‌ها شرط عضویت را چنین اعلام کردند که او باید گربه‌های ولگرد را بکشد و به دخترها سنگ پرت کند. هیچ‌یک از این دو کار، و سایر کارهای خلاف، با طبیعت مزلو سازگار نبود. به همین دلیل از عضویت در گروه‌های گنگستر یهودی صرف نظر کرد. در عوض، مخفیانه و با احتیاط تمام به کتابخانه می‌رفت و خیلی زود کلّ کتاب‌های بخش کودکان کتابخانهٔ محل را به پایان رساند و به عنوان پاداش، کارت عضویت بزرگسالان را دریافت کرد.
در مدرسه نیز یهودی‌ستیزی مشکلی روزمره بود. یک بار، هنگامی که در مسابقهٔ دیکته برنده شد، معلم نژادپرست‌اش نتیجه را قبول نکرد و آنقدر کلمات مختلف به او داد تا سرانجام، یکی از آن‌ها (کلمهٔ parallel) را غلط نوشت. بعد از این اشتباه، خانم معلم به بقیهٔ شاگردان گفت که او از اول می‌دانست که مزلو آنقدر هم زرنگ نیست. با این حال، او در مدرسه شاگرد خوبی بود، آنقدر خوب که به او لقب "یهودی زرنگ" داده بودند. یک مشکل دیگر مزلو، ظاهرش بود. او نیز مانند هورنای احساس می‌کرد زشت است. او دراز و لاغر بود و دماغ بزرگ و پت و پهنی داشت و به همین دلیل مورد تمسخر دیگران قرار می‌گرفت. حتی پدر خودش همیشه از بقیهٔ اعضای خانواده می‌پرسید: "تا به حال بچه به این زشتی دیده‌اید؟" مواردی از این قبیل باعث شدند مزلو شدیداً دچار عقدهٔ حقارت شود و کودکی خود را با عنوان "دوره‌ای با نهایت بدبختی" توصیف کند. او به دبیرستانی مخصوص پسران باهوش (یا درس‌خوان) رفت و در آنجا در اکثر درس‌ها عملکرد بسیار خوبی داشت. بعد از دیپلم، از یک کالج به کالج دیگر رفت. ابتدا می‌خواست که به دانشگاه بسیار معتبر کورنل در ایتاکای نیویورک برود. این یکی از معدود دانشگاه‌هایی بود که برای ثبت نام یهودیان محدودیت قائل نمی‌شد. پسرعموی مزلو، ویل، که بهترین دوست وی نیز محسوب می‌شد، در آنجا پذیرفته شده بود، اما مزلو اعتماد به نفس کافی نداشت تا فرم تقاضای ثبت نام را بفرستد. به این ترتیب، در زمستان ۱۹۲۵ در سیتی کالج نیویورک ثبت نام کرد. در آنجا چند پیشامد خوب و بد برایش روی داد. یکی از منابع ناراحتی وی، هندسه بود. او آنقدر از هندسه متنفر بود که در بیشتر کلاسها غایب شد. به همین دلیل، و با این که در امتحانات قبول شده بود، آن ترم را ردّ شد. او بر خلاف بسیاری از ما، نمی‌توانست با تحمل مشقات، به هر قیمت که شده، از مشکلات زندگی خلاص شود. اگر نمی‌توانست چیزی را تحمل کند، از انجام آن صرف نظر می‌کرد، حتی اگر انجام آن واقعاً ضروری می‌بود.
در طول این دورهٔ زمانی، مزلو مدتی کوتاهی به عنوان پادو کار کرد، اما احساس کرد با وی بی‌احترامی و بد رفتاری می‌شود. بعد از آن که یک ترم دیگر هم مشروط شد، تصمیم گرفت به خواندن حقوق بپردازد. او در دانشگاهی نه چندان معتبر ثبت نام کرد، و به زودی حوصله‌اش سررفت. مزلو، به رغم مخالفت پدرش، که او را به خواندن حقوق تشویق کرده بود، و طبق روحیهٔ خودش، حقوق را کنار گذاشت. او که از رشته‌ای به رشتهٔ دیگر می‌رفت، مدتی را به خواندن سوسیالیسم پرداخت، اما هرگز مثل آدلر و فروم به یک فعال اجتماعی (اکتیویست) تبدیل نشد. احتمالاً او سرگرم مسائل دیگری بود، مخصوصاً علاقه‌اش به دخترعمه‌اش، برتا گودمن، احتمالاً یکی از این مسائل بوده‌است. او از نزدیک شدن به برتا می‌ترسید. از طرف دیگر دوست داشت به پسرعمویش ویل در کورنل بپیوندد. سر انجام مزلو در کورنل ثبت نام کرد.
درست همان‌طور که در مورد سالیوان دیدیم، دانشگاه کورنل برای مزلو تجربهٔ بدی بود. در این دانشگاه، به رغم عدم وجود سیاست‌های تبعیض‌آمیز علیه یهودیان، روحیهٔ یهودی‌ستیزی بسیار قوی بود. در خود شهر ایتاکا هم همین روحیه حاکم بود. به همین دلیل، در کالج تاون سکنی گزید. اما در همین دانشگاه بود که مزلو برای اولین بار با روان‌شناسی آشنا شد. همان‌طور که در مورد کِلی اتفاق افتاد، کلاس "مقدمات روان‌شناسی"، بسیار کسل‌کننده بود. استاد روان‌شناسی آنها، ادوارد بردفورد تیچنر، بود. تیچنر یکی از شاگردان ویلهلم وونت، بنیان‌گذار روان‌شناسی بود. او در سال ۱۸۹۲ به کرنل آمده بود و به عنوان پرچمدار ساختارگرایی در آمریکا در آنجا درس می‌داد. سی و پنج سال بعد از استخدام تیچنر در این دانشگاه، مزلو تیچنر را دید که در لباسهای آکادمیک، در حالی که دانشجویان دورهٔ فوق لیسانس روان‌شناسی، مطیعانه او را دنبال می‌کردند، از محوطهٔ دانشگاه رد می‌شود. تیچنر در این دانشگاه، به تدریس مکتبی می‌پرداخت که همه، بجز خودش، مدت‌ها بود آن را نامعتبر و از بین رفته می‌دانستند. ساختارگرایی مطالب واقعاً کسل‌کننده‌ای را یاد می‌داد. کسل‌کنندگی روان‌شناسی یکی از دو دلیل عمده برای ترک تحصیل مزلو، آن هم فقط بعد از یک ترم، و بازگشت وی به سیتی کالج بود.
دلیل دیگر، برتا بود. اما وقتی که بعد از مدت‌ها همدیگر را دیدند، خجالت ذاتی مزلو باعث شد نتواند علاقهٔ خود را ابزار کند. مزلو خجالتی بود و برتا تودار. خوشبختانه، خواهر برتا، آنا، متوجه این موضوع شد و راز آن‌ها را برای یکدیگر فاش ساخت. آن دو در کنار هم نشسته، و هر دو در عذاب بودند. با دیدن این وضع، آنا صبرش را از دست داد و به آن دو گفت که چرا لفتش می‌دهید؟ به همدیگر بگویید که یکدیگر را دوست دارید. مزلو می‌گوید که از این لحظه بود که زندگی وی آغاز شد. با فرارسیدن بهار ۱۹۲۳، مزلو دوباره بی تاب وقرار شد. او شنیده بود که دانشگاه ویسکانسین فضای بسیار مساعدی دارد و در دپارتمان روان‌شناسی آن، کورت کافکا، یکی از اولین روان شناسان گشتالت درس می‌دهد. بنا بر این، یک بار دیگر دانشگاهش را عوض کرد. در تابستان، و قبل از رفتن به ویسکانسین، او به دیدن یکی از استادان سابق در سیتی کالج رفت. او کتاب روان شناسان ۱۹۲۵ را به مزلو معرفی کرد. در این کتاب، یک مقاله از جان بی. واتسون چاپ شده بود. واتسون یکی از رفتارگرایان مطرح در آن زمان بود. مزلو می‌گوید که با خواندن مقالهٔ واتسون ناگهان انقلابی در وی به وجود آمده‌است و احساس کرده‌است چیزی به نام "علم روان‌شناسی" امکان‌پذیر است. چیزی که جای تعجب دارد این است که یک انسان‌گرای آینده، تحت تأثیر یک رفتارگرا با رویکرد محرک-پاسخ قرار گرفته‌است. مزلو بعد از رفتن به دانشگاه ویسکانسین متوجه شد که کافکا صرفاً به عنوان استاد مهمان به آنجا آمده‌است. با این حال، در آنجا ماند و به تحصیل روان‌شناسی ادامه داد. به این ترتیب، بالاخره رشتهٔ تحصیلی وی مشخص شد، اما زندگی شخصی وی هنوز نامعلوم بود. لحظه‌ای نبود که به برتا فکر نکند. سر انجام تحملش به پایان رسید. او با تلگراف از برتا خواستگاری کرد و برتا نیز قبول کرد. آن‌ها در آخرین روز سال ۱۹۲۸ ازدواج کردند.
ناراحتی مزلو از این که تدریس کافکا در آنجا موقت بوده‌است به زودی از بین رفت. در آن زمان، دپارتمان روان‌شناسی دانشگاه ویسکانسین کوچک بود و هنوز معروف نشده بود. اما این دپارتمان استادان و دانشجویانی داشت که بعدها معروف شدند. استادان روان‌شناسی بسیار با محبت بوده و با دانشجویان برخوردی دوستانه داشتند. با دانشجویان بیشتر شبیه به همکار برخورد می‌شد تا شبیه به دانشجو. مزلو در ۱۹۳۰ فوق لیسانس خود را گرفت، ولی تا قبل از آن، در چندین کلاس لیسانس تدریس کرده بود. در طول سالیان تحصیل در دورهٔ فوق لیسانس، او با چهره‌های مشهوری آشنا شد. یکی از آنها، کلارک هال، نظریه‌پرداز معروف در مورد یادگیری، در دههٔ ۱۹۳۰ بود. با این حال، او سرانجام به آزمایشگاه هری هارلو رفت.
با گذشت زمان و افزایش معروفیت مزلو، خشم ناشی از بدرفتاری در کودکی و ناراحتی ناشی از یهودی‌ستیزی به تدریج از بین رفت. او کم‌کم محبت و اعتمادی را که تجربه‌هایش در کودکی آن‌ها را از وی دریغ کرده بودن کشف و حس کرد. با این حال، گاهی اوقات لایه‌ای زیرین از خشم و ناراحتی باعث می‌شد نتواند جلوی خودش را بگیرد. مزلو به زحمت می‌توانست گروه‌های آموزش حساسیت را اداره و رهبری کند. این گروه‌ها مجموعه‌هایی از افراد هستند که در کنار هم جمع می‌شوند تا درونی‌ترین احساسات خود را افشا ساخته و به صمیمیت با دیگران دست یابند. مزلو که تحقیقات و تلاشهایش در این مورد نقش مهمی داشت، نمی‌توانست رفتاری مطابق با همین موضوع داشته باشد. وقتی که دورهٔ پروتست در دههٔ ۱۹۶۰ شروع شد، مزلو به‌طور طبیعی کاندیدای خوبی برای به عهده گرفتن نقش گورو (ریش سفید حکیم) بود. با این حال، مزلو از این که جوانان نظام حاکم و اولیای امور را به چالش می‌کشند زیاد خوشحال نبود. مزلو با شجاعت توانست از یک کودکی تراژیک سالم بیرون بیاید اما آثار آن تا آخر عمر بر وی باقی ماندند.
مزلو به تحصیل و کار در ویسکانسین ادامه داد و بدون عجله روی پایان‌نامهٔ خود کار کرد (که در ۱۹۳۴ آن را به پایان رساند). آنگاه، از ۱۹۳۷ تا ۱۹۵۱ در دانشگاه کلمبیا به‌طور موقت به تدریس پرداخت. سرانجام، او شغلی دائم در دانشگاه برندیس به دست آورد (۱۹۵۱تا ۱۹۶۹). در آنجا او به مدت ده سال رئیس دپارتمان روان‌شناسی بود. در سال ۱۹۶۸ به ریاست انجمن روان‌شناسی آمریکا رسید. او که از میانسالی از دوره‌هایی متناوب از بیماری رنج می‌برد، در سال ۱۹۷۰ در اثر حملهٔ قلبی درگذشت.

## اصول اساسی آموزه‌های مزلو
هر کدام از ما، دارای یک طبیعت درونی بیولوژیکی هستیم که به یک معنا، طبیعی، ذاتی و غیرقابل تغییر است و به روش علمی می‌توان آن را مطالعه کرد.
این طبیعت درونی ذاتاً یا لزوماً بد نیست. نیازها، عواطف و ظرفیت‌های اساسی انسان در ذات خود خنثی، پیشا اخلاقی و حتی خوب هستند.
به نظر می‌رسد که انسان ذاتاً و لزوماً بد نیست. بیماری و رفتارهای شرورانه، در نتیجهٔ ناکام ماندن انسان در رسیدگی به نیازهای طبیعی، عواطف انسانی و استعدادهایش ایجاد می‌شود.
حتی خشم، لزوماً بد نیست. اگرچه می‌تواند به بدی منجر شود ولی ذاتاً این‌گونه نیست و می‌تواند خوب باشد. طبیعت بشر آنقدر که اغلب می‌گویند به بدی نزدیک نیست. حقیقت این است که فرصت شکوفایی را از انسان دریغ داشته‌ایم.
از آنجا که طبیعت بشر بد نیست، قرار نیست آن را سرکوب کنیم. در عوض باید آن را آزاد کرد و پرورش داد. این‌گونه می‌توانیم یک زندگی توأم با رشد، شادی و باروری داشته باشیم. نادیده گرفتن بخش طبیعی درونمان، دیر یا زود و آشکار و نهان به بیماری منجر می‌شود.
طبیعت درونی ما مثل طبیعت و غرایز حیوانات، پر قدرت و مهارناپذیر نیست بلکه به آسانی توسط فرهنگ، عادات و نگرش‌های غلط، مغلوب می‌گردد. حتی وقتی ضعیف می‌شود به ندرت به‌طور کامل ناپدید می‌شود. در واقع همیشه در تکاپو برای شکوفایی خواهد بود. حتی در افراد بیمار این تکاپو وجود دارد. این تلاش مداوم درون در پی اعتماد به نفس و حرمت نفس است. شخص، ایستادگی می‌کند تا شکست نخورد و خود را توانا احساس کند و این فقط برای مقابله با خطرات دنیای خارج نیست. این همچنین در مورد تلاش فرد برای کنترل تکانه‌ها و انگیزش‌های خود و نترسیدن از آن‌ها صدق می‌کند.
توجه داشته باشید که اگر درستی این پیش فرض‌ها اثبات شود، با خود پایه‌های یک نظام علمی اخلاق، یک نظام ارزشی طبیعی و اعلام نظر قطعی در مورد خوب و بد و درست و غلط را به همراه خواهد آورد. هر چقدر که ما در مورد گرایش‌های طبیعی انسانی بیشتر بدانیم این برایمان آسان‌تر خواهد بود که به او بگوییم تا چگونه خوب باشد، شاد باشد، مفید باشد و به خود احترام بگذارد، چگونه دوست داشته باشد و چگونه استعدادهایش را شکوفا کند. یه این شیوه می‌توان اغلب مشکلات شخصیتی آینده را حل کرد.

## هرم مَزلو

هرم مزلو

نظریه سلسله مراتب نیازهای انسانی مزلو (Hierarchy of Human Needs) معمولاً به شکل یک هرم متشکل از ۵ یا ۷ طبقه ترسیم می‌شود. این سلسله مراتب از نیازهای ابتدایی در طبقه پایینی شروع شده و هرچه بالاتر می‌رود نیازهای پیچیده‌تر انسانی را معرفی می‌کند که به ترتیب عبارت‌اند از: نیازهای فیزیولوژیک، نیازهای امنیتی، نیازهای عاطفی، نیازهای اجتماعی-احترامی و نیازهای خودشکوفایی.
طبق نظریه مزلو، هر «نیاز» هرچقدر پایین‌تر قرار داشته باشد، قوی‌تر است و بدون ارضای نیازهای هر طبقه نمی‌توان به طبقه بالاتر دست یافت.

## سلسله مراتب نیازها
آبراهام مزلو، ایده سلسله مراتب نیازها را در کتاب خود به نام «انگیزه و شخصیت» در سال ۱۹۴۳ مطرح نمود. او هدف و آرمان اصلی انسان را و تربیت و تقلای او را دست یافتن به مرتبه والای انسانی و همانا تحقیق خویشتن یا خود شکوفایی می‌داند. وی مراتبی را برای دسترسی به این آرمان به صورت سلسله مراتب نیازها تدوین نموده‌است.
سلسله مراتب نیازهای مزلو غالباً به صورت یک هرم نشان داده می‌شود. در سطوح پائین‌تر هرم، ابتدائی‌ترین و پایه‌ای‌ترین نیازها و در بالاترین سطح هرم، نیازهای پیچیده‌تر قرار دارند. طبق تعریف مزلو، پنج سطح مختلف در سلسله مراتب نیازهای انسان وجود دارد:

## ۱- نیازهای فیزیولوژیکی یا نیازهای جسمانی
این نیازها شامل ابتدایی‌ترین و اساسی‌ترین نیازهایی هستند که برای ادامه بقا ضرورت دارند، مثل هوا، غذا، آب، خواب، رابطه جنسی، مسکن و تلاش. مزلو عقیده داشت که این‌ها اساسی‌ترین و غریزی‌ترین نیازها در سلسله مراتب نیازها هستند زیرا تا این‌ها برآورده نشوند بقیه نیازها در اولویت قرار نمی‌گیرند.

## ۲- نیازهای امنیتی
نیازهای امنیتی نیز برای بقا اهمیت دارند امّا به اهمیت نیازهای فیزیولوژیکی نیستند، مثل امنیت جسمی، شغلی، دارایی، اخلاقی، خانوادگی، سلامتی و مالی.

## ۳- نیازهای اجتماعی یا نیازهای تعلق‌پذیری و عشق
این نیازها شامل وابستگی، تعلّق خاطر، عشق و عاطفه است. به عقیده مزلو این نیازها کمتر از نیازهای فیزیولوژیکی و نیازهای امنیتی، اساسی هستند. روابط دوستانه، وابستگی عاطفی و روابط خانوادگی به ارضاء این نیازها کمک می‌کند. عضویت در گروه‌های اجتماعی، محلی و مذهبی نیز چنین اثری دارد.

## ۴- نیازهای احترامی
پس از ارضاء نیازهای فیزیولوژیکی، امنیتی و اجتماعی، نیاز به مورد احترام واقع شدن، اهمیت فزاینده‌ای می‌یابد. این نیازها شامل نیاز به چیزهایی است که در احترام به خود، ارزش‌های شخصی، شناخت اجتماعی و پیشرفت، انعکاس می‌یابد. مازلو در کتاب انگیزش و شخصیت در توضیح نیاز به عزت نفس می‌گوید: همه افراد جامعه ما (بجز برخی بیماران) به یک ارزشیابی ثابت و استوار و معمولاً عالی از خوشان، به احترام به خود یا عزت نفس یا احترام به دیگری تمایل دارند ولی در جای دیگر می‌گوید: این سطح از نیازها را می‌توان در دو مجموعه فرعی طبقه‌بندی کرد اول اینکه آن‌ها عبارت از: تمایل به قدرت، موفقیت، کفایت، سیادت، شایستگی، اعتماد در رویارویی با جهان، استقلال و آزادی. دوم اینکه در ما چیزی هست که می‌توانیم آن را تمایل به اعتبار و حیثیت (که آن را احترام دیگران نسبت به خودمان می‌توان تعریف کرد)، مقام، شهرت، افتخار، برتری، معروفیت، توجه و اهمیت و حرمت یا تحسین بنامیم. مازلو در مورد پیامدهای عدم ارضای این سطح از نیازهای پنجگانه می‌نویسد: بی اعتنایی به این نیازها موجب احساساتی از قبیل حقارت، ضعف و درماندگی می‌شود که این احساسات نیز خود به وجود آورنده دلسردی و یاس اساسی خواهد شد یا اینکه گرایش‌های روانی نژندی یا جبرانی را به وجود خواهد آورد. ارزشیابی ضرورت اعتماد به نفس بنیادی و درک این مطلب زا که مردم بدون آن چقدر احساس درماندگی می‌کنند و می‌توان از طریق مطالعه روان نژندی ناشی از ضربه شدید روحی بدست آورد.

## ۵- نیازهای خودشکوفایی
این بالاترین سطح نیازها در سلسله مراتب مزلو است. انسان‌های خودشکوفا، افرادی هستند خودآگاه، علاقه‌مند به رشد شخصی، کم‌توجه به عقاید دیگران و علاقه‌مند به ارضاء توانائی‌های بالقّوه خود.
مزلو به این نتیجه رسید که افراد خود شکوفا دارای چند خصیصه مشترک‌اند. واقعیت را به خوبی درک کرده و قادرند شرایط مبهم را تحمل کنند. خود و دیگران را آنچنان که هستند قبول می‌کنند. در اندیشیدن و رفتار خود جوشند. بیشتر مسئله مدارند تا خود مدار. از بذله گویی بر خوردارند. بسیار خلاقند. به سادگی همرنگ جماعت نمی‌شوند. به شادکامی انسان‌ها علاقه‌مندند. از تجربه‌های اساسی زندگی عمیقاً لذت می‌برند. بیشتر با مردمان معدودی روابط عمیق و ارضاکننده دارند تا با تعداد زیادی از مردم. قادرند به نحو عینی به زندگی بنگرند.
مزلو عقیده داشت که این نیازها مشابه غرایز انسانی هستند و نقش عمده‌ای در رفتار انگیزشی دارند. نیازهای فیزیولوژیکی امنیتی، اجتماعی و احترامی به نام نیازهای کمبود یا نیازهای کاستی (Deficiency needs) هستند، به این معنی که این نیازها به دلیل محرومیت به وجود می‌آیند. برآورده کردن این نیازهای سطح پائین‌تر به منظور اجتناب از احساسات یا پیامدهای ناخوشایند اهمیت دارد. مزلو بالاترین سطح هرم نیازها را نیاز رشد می‌نامد. نیازهای رشد به دلیل کمبود یا محرومیت از چیزی به وجود نمی‌آیند بلکه زائیده تمایل رشد از سوی یک فرد هستند.
می‌توان سلسله مراتب نیازهای مزلو را چون نردبانی پنداشت که باید پیش از رفتن به پله دوم پای خود را روی پله اول و پیش از پله سوم، روی پله دوم گذاشت، الی آخر. از این رو، پایین‌ترین و نیرومندترین نیاز، باید پیش از بروز نیاز طبقه دوم برآورده شده باشد و سلسله مراتب به همین ترتیب پیش برود تا پنجمین یا نیرومندترین نیاز، یعنی تحقق خود پدیدار شود. بدین ترتیب، شرط اولیه دست یافتن به تحقق خود، ارضای چهار نیازی است که در سطوح پایین‌تر این سلسله مراتب قرار گرفته‌اند. به دیگر سخن، تحقق خود (خودشکوفایی) عالی‌ترین سطح سلسله مراتب مزلو است، اما مرتبه‌ای است که او احساس می‌کرد که معدودی از انسان‌ها، براساس شالوده‌ای استوار، به آن رسیده و در آن متمکن شده‌اند. با توجه به اینکه در الگوی مزلو، هر مرحله به مرحله قبلی وابسته است، هر فرد باید در هر مرحله جدید از زندگی خود، تا اندازه‌ای این نیازها را از نو ارزیابی کند.